# Željko Rebrača

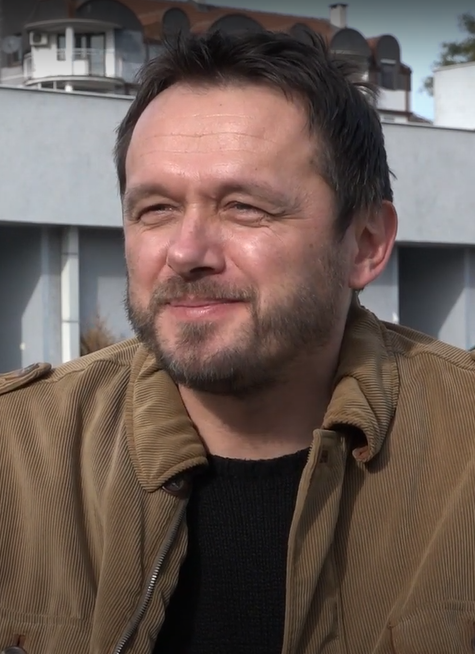
Željko Rebrač

Željko Rebrača, född 9 april 1972 i byn Prigrevica i dåvarande Jugoslavien, är en serbisk basketspelare som tog OS-silver 1996 i Atlanta. Detta var första gången Serbien och Montenegro inte spelade under IOC-koden YUG utan under SCG. Han har spelat för Atlanta Hawks och 2004–2006 spelade han för Los Angeles Clippers.